# تريبورة
تِرِيبُورَة (بالهندستانية: تریپورہ، تری پورہ؛ بالبنغالية: ত্রিপুরা) هي ولاية تقع في شمال شرق الهند وهي ثالث أصغر ولاية في البلاد بمساحة 10,491 كـم2 (4,051 ميل2) وهي سابع أقل ولاية من حيث عدد السكان بإجمالي 3.67 مليون نسمة. تحدها ولايتا آسام وميزورام من الشرق وبنغلاديش من الشمال والجنوب والغرب. تنقسم تريبورة إلى ثماني مناطق وثلاثة وعشرين قسمًا فرعيًا عاصمتها وأكبر مدنها أجارتالا. يوجد في الولاية 19 قبيلة مختلفة مع أغلبية سكانية بنغالية. اللغات الرسمية لها هي البنغالية والإنجليزية وكوكبوروك.
حكمت سلالة مانيكيا (مملكة تريبوري) المنطقة لعدة قرون وكانت تُعرف أيضًا باسم هيل تيبيرا. خلال الحكم البريطاني، أصبحت تريبورة دولة أميرية وقت الحكم البريطاني وانضمت إلى الهند المستقلة في عام 1947 ثم اندمجت في جمهورية في عام 1949 لتصبح "ولاية فئة ج" وأصبحت ولاية كاملة في عام 1972.
الولاية منعزلة عن بقية الهند ولا يربطها بها إلا طريق سريع رئيسي واحد هو الطريق السريع الوطني 8. تمتد خمس سلاسل جبلية بها - بارامورا وأثارامورا ولونغثاراي وشاخان وتلال جامبوي - من الشمال إلى الجنوب وتتخللها عدة وديان. تتمتع الولاية بمناخ السافانا الاستوائي وتتلقى أمطارًا موسمية غزيرة أتية من الجنوب الغرب.
تغطي الغابات أكثر من نصف مساحة تريبورة وتنتشر بها غابات الخيزران وقصب السكر. تتنوع الرئيسيات في تريبورة أكثر من أي ولاية هندية أخرى. التقدم الاقتصادي في الولاية بطيئ ويعاني العديد من العراقيل بسبب عزلتها الجغرافية، وتعاني الولاية من الفقر والبطالة ويوجد بها بنية تحتية محدودة. يعمل معظم السكان في القطاع الزراعي إلا أن قطاع الخدمات هو أكبر مساهم في الناتج المحلي الإجمالي للولاية.
معدل معرفة القراءة والكتابة في تريبورة من أعلى المعدلات في الهند البالغ 87.75٪. تتعايش العناصر الثقافية الهندية السائدة مع الممارسات التقليدية للجماعات العرقية مثل الرقصات المختلفة في المناسبات الدينية وحفلات الزفاف والاحتفالات والآلات الموسيقية والملابس التقليدية.

## التسمية

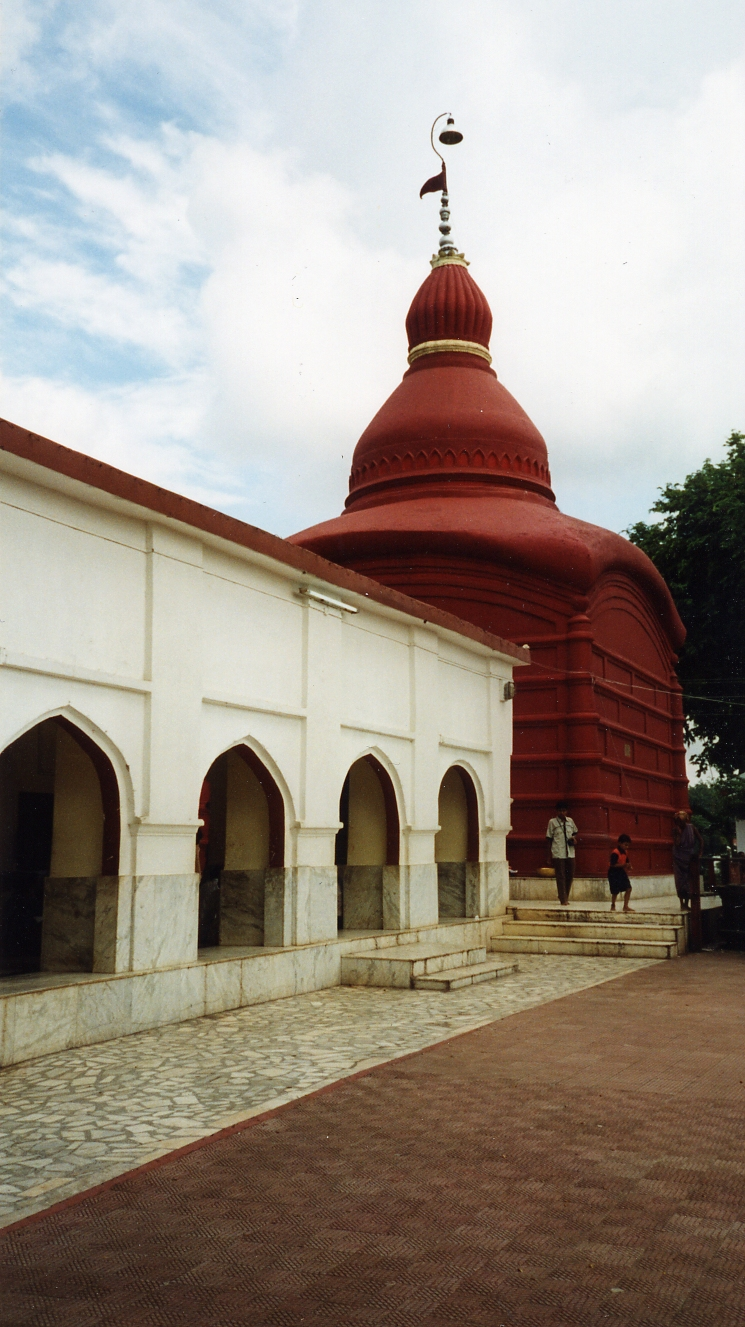
معبد تريبورة سونداري في أودايبور.

اسم تريبورة مأخوذ من الإلهة الهندوسية تريبورة سونداري إلهة معبد تريبورة سونداري في أودايبور وهو أحد مراكز الحج الـ51 للشاكتية وكذلك من الملك الأسطوري تريبور الذي حكم المنطقة. تذكر الأساطير أن تريبور هو الخلف رقم 39 لدروهيو المنحدر من سلالة ياياتي ملك السلالة القمرية.
تذكر النظريات الأخرى مثل أن ربما مشتق من التحريف السنسكريتية لكلمة تيبيتو بورمان (الكوكبوروكية). يُقترح أن الكلمة الكوكبوريكية تأتي من tüi (الماء) وpra (القريب). في إشارة أن حدود تريبورة امتدت إلى خليج البنغال وقت حكم ملوك مملكة تبرا فقد امتدت المملكة وقتها من تلال غارو في ميغالايا إلى أراكان (ولاية راخين البورمية الحالية)؛ أي أن اسم المنطقة قد يترجم المنطقة المتاخمة للبحر.

## التاريخ

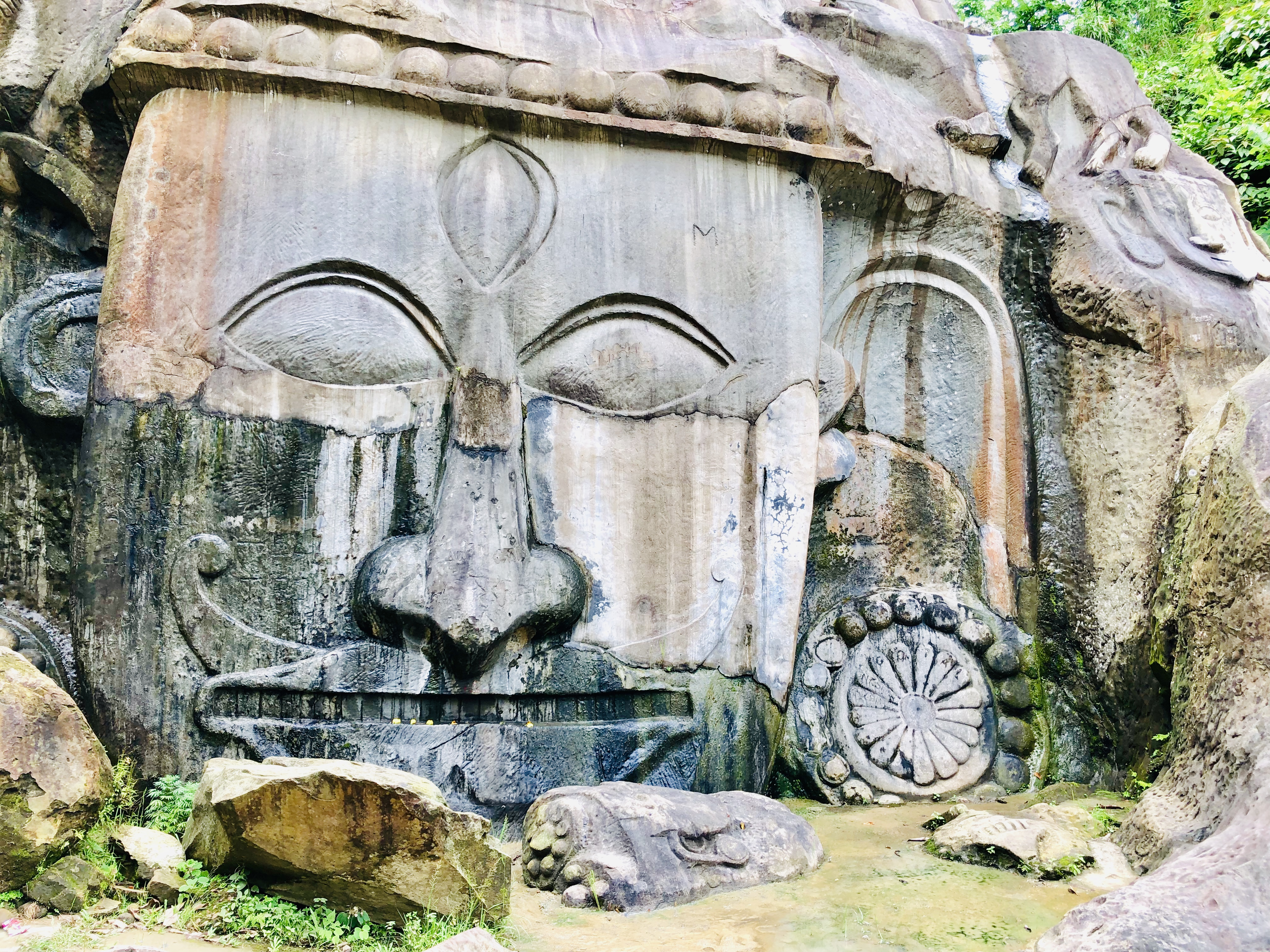
منحوتة صخرية لشيفا في أوناكوتي

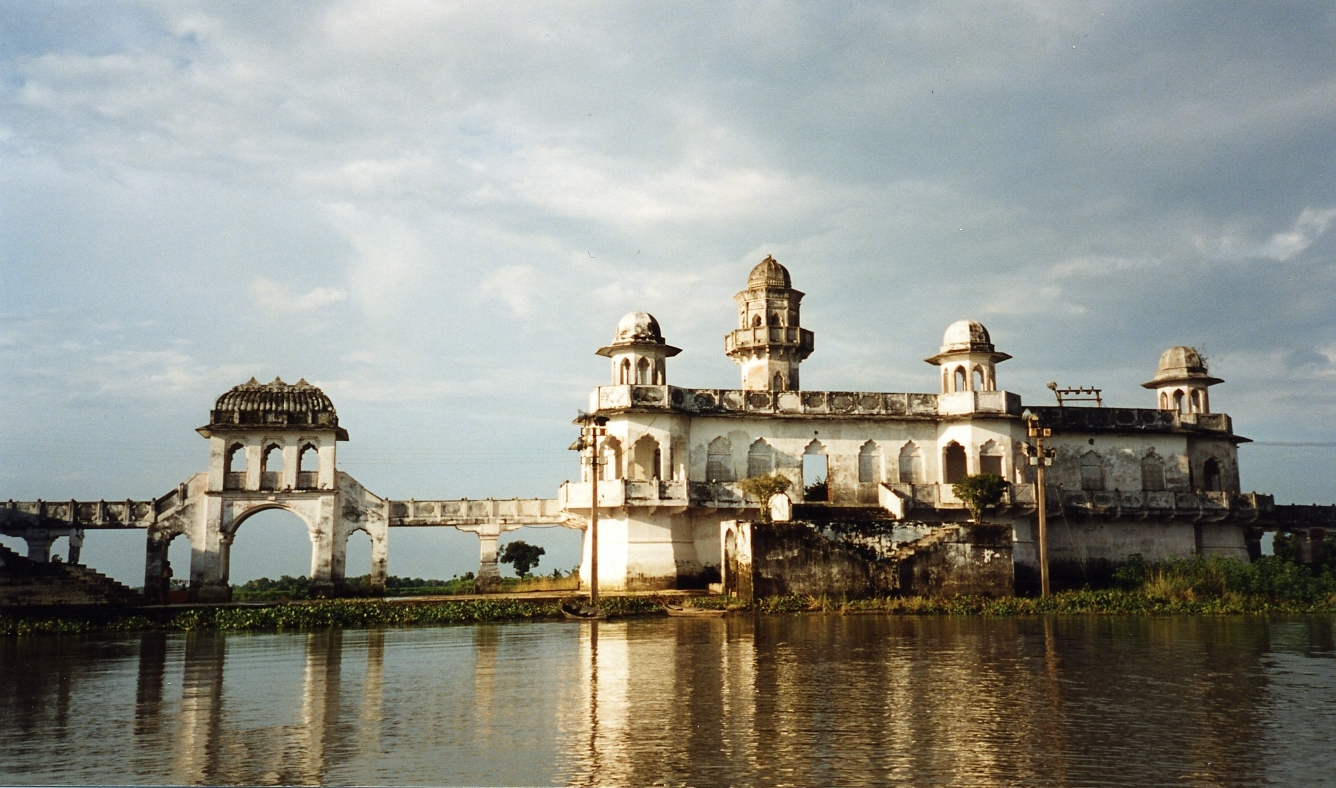
قصر نيرمحل الملكي الذي بناه بير بيكرام كيشور ديبارمان.

لم يجد العلماء أدلة على الاستيطان في المنطقة في العصر الحجري القديم السفلي أو الأوسط إلا أنهم وجدوا أدوات من الخشب المتحجر في وديان هاورا وخواي من العصر الحجري القديم العلوي. ذُكرت تريبورة في الملحمة الهندية مهابهاراتا ونصوص البورنا الدينية ومراسيم أشوكا العائدة للقرن الثالث قبل الميلاد. إلا أنها ذكرت في المهابهاراتا باسم كيرات ديش أي ممالك كيراتا أو بلاد كيرتا.:155 لكن حدود كيرات ديش غير معروفة لذا لا يعلم مدى تشابهها مع تريبورة الحالية. حكمت مملكة تويبرا المنطقة لعدة قرون لكن بدايتها غير معروف، وأول توثيق للسلالة هو كتاب راجمالا الذي كُتب في القرن الخامس عشر ذُكر به 179 ملكًا لتويبرا من العصور القديمة حتى الملك كريشنا كيشور مانيكيا (1830-1850):3 لكنه مصدر غير موثوق.
تغيرت حدود المملكة عبر القرون. فوقت أوجها امتدت حدودها من أدغال سونداربانس على خليج البنغال من الجنوب وبورما من الشرق ومملكة كاماروبا الآسامية من الشمال. غزا المسلمون المنطقة عدة مرات منذ القرن الثالث عشر، حتى نجح سلاطنة المغول بالسيطرة على سهول ولاية تِرِيبُورة في عام 1733 إلا أن الملوك المحليين احتفظوا بجزء من نفوذهم، وكان للمغول تأثير في تعيين الملوك المحلين.
وقعت المناطق التي كان يحكمها المغول تحت السيطرة البريطانية في أواخر القرن الثامن عشر، وأصبحت تريبورة ولاية أميرية. وأطلق على تِرِيبُورة هيل تيبيرا وتشابه حدودها حدود تريبورة الحالية. كانت أودايبور في جنوب الولاية عاصمة المملكة حتى نقل الملك كريشنا مانيكيا العاصمة إلى أجارتالا القديمة في القرن الثامن عشر ومن ثم نقلت إلى مدينة أجارتالا الجديدة في القرن التاسع عشر. شكل بير شاندرا مانيكيا (1862-1896) الجهار الإداري للملكة على غرار االنظام الإداري للراج البريطاني وأجرى إصلاحات شملت تأسيس شركة بلدية أجارتالا.

### ما بعد الاستقلال
أصبحت منطقة تيبيرا السهلية تابعة لناحية كملا في باكستان الشرقية بعد استقلال الهند في عام 1947 في حين بقيت هضبة تيبيرا تحت الحماية البريطانية حتى عام 1949. وقعت ماهاراني تريبورة اتفاقية انضمام إلى الهند في 9 سبتمبر 1949 وأصبحت تريبورة بموجبها ولاية من الفئة ج.:3 وأصبحت تريبورة إقليم اتحادي بدون جمعية تشريعية في نوفمبر 1956 وتشكلت حكومة منتخبة في يوليو 1963.:3 نالت الولاية الحكم الذاتي الكامل في عام 1971 بموجب قانون إعادة تنظيم المناطق الشمالية الشرقية. واجهت الولاية تحديات اقتصادية وبنيوية كبيرة بسبب تقسيم الهند، وأصبح من الصعب الوصول للمدن الرئيسة الهندية عبر البر فاتخذ الطريق الجديد مسارًا أطول حول باكستان الشرقية. وبذلك ازدادت المسافة بين كلكتا وأجارتالا من أقل من 350 كيلومترًا (220 ميلًا) إلى 1700 كيلومتر (1100 ميل) وزاد عدم وجود شبكة سكة حديد بها من عزلة الولاية الجيوسياسية.:93
لجأ الكثير من الهندوس البنغاليين إلى تريبورة من باكستان الشرقية ذات الأغلبية المسلمة بعد تقسيم الهند خاصةً بعد عام 1949.:3–4 هاجرت أعداد أخرى البنغاليين الهندوس إلى تريبورة وقت حرب الاستقلال البنغلاديشية في عام 1971، قصف الجيش الباكستاني أجزاء من الولاية وقت الحرب الباكستانية الهندية 1971 في نفس العام. أعادت الحكومة الهندية تنظيم المنطقة الشمالية الشرقية عقب الحرب لتعزيز السيطرة على الحدود الدولية فأنشئت ثلاث ولايات جديدة في 21 يناير 1972: ميغالايا ومانيبور وتريبورة. كان أغلب سكان الولاية من سكانها الأصليين قبل الانضمام إلى الاتحاد الهندي،:9 ثم تغيرت التركيبة السكانية بعد هجرة البنغاليين وحدث صراع عرقي بينها وأعمال عنف متقطعة وتمرد استمر لعقود ومذابح مثل مذبحة مانداي في عام 1980. تراجعت حدة الصراع بعد إنشاء مجلس مقاطعة قبلي بحكم ذاتي وتطبيق استراتيجيات مكافحة التمرد. ظلت تريبورة مستقرة حتى عام 2016. تعرضت المساجد في تريبورة لهجمات بين 19 و26 أكتوبر 2021 كرد فعل على أعمال العنف الطائفية في بتغلاديش من نفس العام.

## الجغرافيا
تريبورة هي ولاية غير ساحلية في شمال شرق الهند وهي واحدة من "الولايات السبع الشقيقة" الولايات الأخرى هي: أروناجل برديش وآسام ومانيبور وميغالايا وميزورام وناجالاند. مساحتها 10,491.69 كم² (4,050.86 ميل مربع) وهي ثالث أصغر ولاية هندية بعد غوا وسيكيم. تقع الولاية من خط عرض 22° 56'N إلى 24° 32'N وخط طول 91° 09'E إلى 92° 20'شرقا.:3 تحدها بنغلاديش من الغرب والشمال والجنوب، وولاية آسام الهندية من الشمال الشرقي وولاية ميزورام من الشرق.:3 يمكن الوصول إلى تريبورة عبر الطرق السريعة الوطنية التي تمر عبر منطقة كريمجانج في آسام ومنطقة ماميت في ميزورام.
تتميز تضاريس الولاية من سلاسل التلال والوديان والسهول. يوجد في الولاية خمس سلاسل رئيسة من التلال تمتد من الشمال إلى الجنوب هي بارامورا في الغرب ثم أثارامورا ولونغثاراي وشاخان حتى تلال جامبوي شرقًا.:4 يُعد Betling Shib في سلسلة جبال جامبوي الذي يبلغ ارتفاعه 939 م (3,081 قدم) أعلى نقطة في الولاية.:4 التلال الصغيرة المنتشرة في الولاية تُعرف بالتيلاس، بينما تُسمى الوديان الغرينية الخصبة الضيقة، المتواجدة أغلبها في الغرب، بـ Doóng/lungas. تنبع العديد من الأنهار من تلال تريبورة وتجري في بنغلاديش مثل أنهار الخواي والدالاي ومانو وجوري وولونغاي في الشمال ونهر غومتي في الغرب وأنهار موهوري وفيني من جنوب الغربي.:73
تشير البيانات الجيولوجية التي نشرتها هيئة المسح الجيولوجي للهند أن صخور الولاية تعود بين العصر الأوليغوسيني منذ حوالي 34 إلى 23 مليون سنة والعصر الهولوسيني الذي بدأ قبل 12000 عام.:73–4 تتميز تلال الولاية بتربة لاتيريت حمراء مسامية بينما تنتشر التربة الغرينية في السهول الفيضية والوديان وهي أغلب الأرضي المزروعة في الغرب والجنوب.:4 يذكر مكتب المعايير الهندية أن الولاية تقع في المنطقة الزلزالية الخامسة أي أنها من المحتمل جدا أن تضربها الزلازل.

### المناخ
مناخ الولاية بهو مناخ مداري قاري بحسب تصنيف كوبن للمناخ. يختلف المناخ حسب التضاريس خاصةً في سلاسل الجبال. يوجد بالولاية أربعة فصول هي: الشتاء من ديسمبر إلى فبراير وما قبل الموسم المطير أو الصيف من مارس إلى أبريل والموسم المطير من مايو إلى سبتمبر وما بعد الموسم المطير من أكتوبر إلى نوفمبر. تهطل أمطار غزيرة على الولاية في الموسم المطير أتية الرياح الموسمية الجنوبية الغربية تسبب فيضانات متكررة.:4:73 متوسط هطول الأمطار السنوي بين عامي 1995 و2006 يتراوح من 1,979.6 إلى 2,745.9 ملم (77.94 إلى 108.11 بوصة). تتراوح درجات الحرارة خلال الشتاء من 13 إلى 27 درجة مئوية (55 إلى 81 درجة فهرنهايت) وفي الصيف بين 24 و36 درجة مئوية (75 و97 درجة فهرنهايت). يذكر تقرير برنامج الأمم المتحدة الإنمائي أن تقع الولاية في منطقة تواجه "مخاطر عالية جدًا" من الرياح والأعاصير.
| الشهر                             | يناير       | فبراير      | مارس        | أبريل        | مايو          | يونيو         | يوليو         | أغسطس         | سبتمبر       | أكتوبر       | نوفمبر      | ديسمبر      | المعدل السنوي |
| --------------------------------- | ----------- | ----------- | ----------- | ------------ | ------------- | ------------- | ------------- | ------------- | ------------ | ------------ | ----------- | ----------- | ------------- |
| متوسط درجة الحرارة الكبرى °م (°ف) | 25.6 (78.1) | 28.3 (82.9) | 32.5 (90.5) | 33.7 (92.7)  | 32.8 (91.0)   | 31.8 (89.2)   | 31.4 (88.5)   | 31.7 (89.1)   | 31.7 (89.1)  | 31.1 (88.0)  | 29.2 (84.6) | 26.4 (79.5) | 30.5 (86.9)   |
| متوسط درجة الحرارة الصغرى °م (°ف) | 10 (50)     | 13.2 (55.8) | 18.7 (65.7) | 22.2 (72.0)  | 23.5 (74.3)   | 24.6 (76.3)   | 24.8 (76.6)   | 24.7 (76.5)   | 24.3 (75.7)  | 22 (72)      | 16.6 (61.9) | 11.3 (52.3) | 19.7 (67.4)   |
| الهطول مم (إنش)                   | 27.5 (1.08) | 21.5 (0.85) | 60.7 (2.39) | 199.7 (7.86) | 329.9 (12.99) | 393.4 (15.49) | 363.1 (14.30) | 298.7 (11.76) | 232.4 (9.15) | 162.5 (6.40) | 46 (1.8)    | 10.6 (0.42) | 2٬146 (84.49) |
| المصدر:                           |             |             |             |              |               |               |               |               |              |              |             |             |               |

### الحياة البرية
| رموز ولاية تريبورة |                      |
| حيوان الولاية      | Phayre's leaf monkey |
| طائر الولاية       | حمام أخضر امبراطوري  |
| شجرة الولاية       | عود هندي             |
| زهرة الولاية       | نار مشك ‏             |
| ثمرة الولاية       | أناناس               |

تقع تريبورة مثل معظم مناطق شبه القارة الهندية ضمن إقليم هندوملاوي. تُصنف الولاية ضمن المنطقة البيئية "الشمالية الشرقية" حسب التقسيم الجغرافي الحيوي في الهند. كانت الغابات تغطي 57.73% من مساحة الولاية في عام 2011. يوجد تريبورة ثلاثة أنواع مختلفة من النظم البيئية هي: الجبال والغابات والمياه العذبة. تسود الغابات دائمة الخضرة على منحدرات الجبال وضفاف الأنهار الرملية وتنمو فيها أنواع مجنحة الثمر وخبزية وأغلايا وشبيه الزيتون ورياعة وقرنفول. ويوجد نوعان رئيسيان من الغابات المتساقطة الرطبة التي تشكل الجزء الأكبر من الغطاء النباتي هي: الغابات المختلطة المتساقطة وغابات الشورية السائدة. يميز تريبورة تداخل غابات الخيزران وقصب السكر مع الغابان المتساقطة ودائمة الخضرة. كما توجد المراعي والمستنقعات (خاصة في السهول) التي تنمو فيها النباتات العشبية والشجيرات والأشجار مثل ألبيزيا وزهرة قهوة كاذب ‏ وماکارانجا ‏.
يوجد في تريبورة 90 نوعًا من الثدييات البرية تنتمي إلى 65 جنسًا و10 رتب كما ورد في مسح أُجري في الفترة بين 1989 و1990، ومن هذه الثدييات الفيل الآسيويا ولدب الكسلان زبادة سوداء ودول وشيهم آسيا ذو الذيل الشبيه بالفرشاة ومنتجق هندي وصمبر وخنزير بري وغور ونمر ونمر ملطخ والعديد من أنواع القطط الصغيرة والرئيسيات. يوجد في الولاية سبعة أنواع من الرئيسيات من أصل 15 نوع منها موجود في الهند وهو أكبر عدد من الأنواع في أي ولاية هندية. تحتوي الولاية على ما يقرب من 300 نوع من الطيور.
يوجد بالولاية محميات سيباهيجولا وغومتي ورووا وتريشنا الطبيعية ومنتزه كلاود ومنتزه راجباري الوطنيان. مساحة هذه المناطق المحمية تبلغ 566.93 كـم2 (218.89 ميل2). تتجمع الآلاف من الطيور المائية المهاجرة في بحيرتي غومتي (وهي منطقة هامة لحفظ الطيور) ورودراساجار

## الحكومة والسياسة

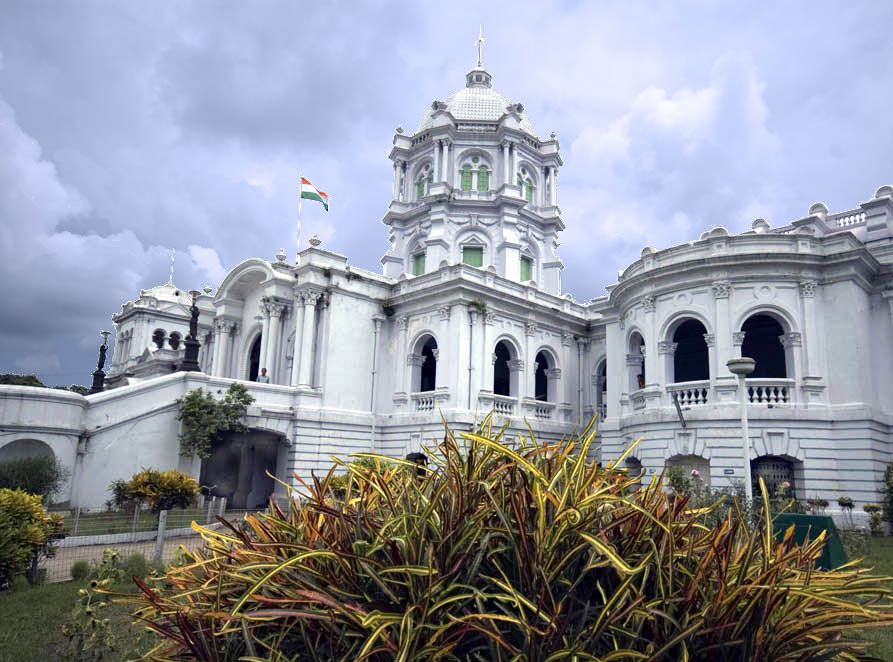
استُخدم قصر أوجايانتا، الذي أُنشئ في القرن التاسع عشر كبديل للقصر الملكي الذي دُمر بسبب زلزال، مقرًا للجمعية التشريعية لولاية تريبورة حتى عام 2011.

مجلس مقاطعة تريبورة القبلية ذاتية الحكم الموضح بالصورة والذي يحكم أغلبية الولاية

تُدار تريبورة بنظام برلماني ديمقراطي تمثيلي وهو النظام المتبع في جميع الولايات الهندية. يُمنح الحق في التصويت لجميع المقيمين في الولاية. لحكومة تريبورة ثلاثة فروع: الفرع التنفيذي والتشريعي والقضائي. الفعر التشريعي هي جمعية تريبورة التشريعية التي تتكون من غرفة واحد من 60 عضوا منتخب لمدة خمس سنوات إلا إذا حلت الجمعية قبل ذلك. أما الفرع القضائي فيتمثل في محكمة تريبورة العليا ونظام المحاكم الأدنى. السلطة التنفيذية مُناطة بمجلس الوزراء برئاسة رئيس الوزراء ( وهو زعيم أكبر حزب في الجمعية). يعين رئيس الهند حاكم الولاية وهو الرئيس الفخري للولاية. زعيم الحزب أو الائتلاف الحاصل على الأغلبية في الجمعية التشريعية يُعين كرئيس للوزراء من قبل الحاكم، الذي يُعين أيضاً مجلس الوزراء بناءً على توصية رئيس الوزراء.
يمثل تِرِيبُورة عضوان منتخبان في المجلس التَّشريعي الأدنى لُوك سابْها وممثل مُعيَّن في المجلس التَّشريعي الأعلى راجيَا سَابْها بالبرلمان الوطني الهندي. .في الانتخابات العامة الهندية لعام 2019، فاز حزب بهاراتيا جاناتا فوزًا بمقاعد لوك سابها المخصصة للولاية في الانتخابات العامة الهندية 2019. تُنتخب البانشايات، وهي حكومات محلية ذاتية من خلال انتخابات الهيئات المحلية وتسهم في تحقيق الحكم الذاتي في العديد من القرى. يوجد في الولاية مجلس مقاطعة تريبورة القبلية ذاتية الحكم، وهي هيئة حكم ذاتي قبلية متميزة تدير الشؤون المحلية في 527 قرية ذات أغلبية قبلية.
الأحزاب السياسية الرئيسية بالولاية هي حزب بهاراتيا جاناتا والجبهة اليسارية ومؤتمر ترينامول لعموم الهند والمؤتمر الوطني الهندي بالإضافة إلى حزبي IPFT وINPT الإقليميان. حكم المؤتمر الوطني الهندي الولاية حتى عام 1977.:255–66 تولت الجبهة اليسارية السلطة من 1978 إلى 1988 ومن ثم من 1993 حتى 2018. شكل المؤتمر وتريبورة أوباجاتي جوبا ساميتي ائتلافًا حاكمًا في الفترة ما بين 1988 و1993. حصلت الجبهة اليسارية على 50 مقعدًا من أصل 60 في انتخابات الجمعية التشريعية للولاية في عام 2013. خسرت الجبهة اليسارية وفاز حزب بهاراتيا جاناتا بأغلبية كبيرة في الولاية في انتخابات الجمعية 2018، فانتهي حكم الحزب الشيوعي الذي دام خمسة وعشرين عامًا. حصل حزب بهاراتيا جاناتا على 44 مقعدًا بعد تحالفه مع IPFT بينما حصل الحزب الشيوعي الهندي (الماركسي) على 16 مقعدًا فقط وخسر المؤتمر الوطني الهندي بفارق كبير في جميع الدوائر الانتخابية.
ظهرت الشيوعية في الولاية في فترة ما قبل الاستقلال مستلهمة من حركات النضال من أجل الحرية في البنغال ووصلت عندما تبنت الأحزاب الإقليمية التوجهات الشيوعية.:362 استغلت هذه الحركات عدم الرضا القبلي عن الحكام الرئيسيين،:362 وارتبطت بجهود البحث عن هوية تتجاوز الوطنية أو العرقية.
منذ التسعينات، شهدت تريبورة تمردًا انفصاليًا مستمرًا في التسعينات شاركت فيه جماعات مسلحة مثل جبهة التحرير الوطنية في تريبورة وقوة نمور تريبورة. أسفرت الأعمال الإرهابية خلال الفترة من 1993 إلى 2000 عن مقتل 389 شخصًا. طُبق قانون القوات المسلحة (السلطات الخاصة) لعام 1958 في تريبورة لأول مرة في 16 فبراير 1997، واستمر حتى قلصت حكومة تريبورة في يونيو 2013 نطاق تطبيق القانون إلى 30 منطقة شرطة بعد تحسن الأوضاع وانخفاض الأنشطة الإرهابية. ألغي نطاق بعد نحو 18 عامًا من العمل به في 29 مايو 2015.

### التقسيم الإداري
شهدت تريبورة تغييرات كبيرة في تقسيمها الإداري في يناير 2012. كانت المناطق الأربع السابقة هي دهالي (عاصمتها أمباسا) وشمال تريبورة (عاصمتها كايلاشار) وجنوب تريبورة (عاصمتها أودايبور) وغرب تريبورة (عاصمتها أجارتالا). ما حدث في يناير 2012 أن أنشئت أربع مناطق جديدة من المناطق الأربع السابق ذكرها، وأنشئت ستة أقسام فرعية وخمس كتل جديدة. يدير كل مقاطعة قاضي مقاطعة تعينه عادة الخدمة الإدارية الهندية. يدير الأقسام الفرعية لكل مقاطعة قاضي قسم فرعي ويُقسم كل قسم فرعي إلى كتل. تتألف الكتل من البانشيات (المجالس القروية) وبلديات البلدات.كان في الولاية في عام 2012 ثماني مناطق و23 قسمًا فرعيًا و58 كتلة تنموية.

## السكان
تريبورة هي الولاية الثانية بعد آسام من حيث السكان في شمال شرق الهند. بلغ عدد سكان تريبورة 3,671,032 نسمة منهم 1,871,867 ذكر و1,799,165 أنثى في تعداد 2011. يشكلون الأعداد 0.3٪ من إجمالي سكان الهند. نسبة الجنس في الولاية هي 961 أنثى لكل ألف ذكر وهي أعلى من النسبة الوطنية البالغة 940. كما تبلغ الكثافة السكانية 350 نسمة لكل كيلومتر مربع. احتلت تريبورة المرتبة السادسة في مؤشر التنمية البشرية بين 35 ولاية وإقليم اتحادي في الهند في تقديرات عام 2006 الصادرة عن وزارة تنمية المرأة والطفل. وكان مؤشر التنمية البشرية لتريبورة 0.663 وهو أعلى من المؤشر الوطني البالغ 0.605.
سجلت شرطة تريبورة 5,803 جريمة معترف بها بموجب قانون العقوبات الهندي في عام 2011، وهي المرتبة الثانية بعد آسام التي سجلت 66,714 جريمة في شمال شرق الهند. وكان معدل الجريمة في الولاية 158.1 لكل 100,000 نسمة وهو أقل من المتوسط الوطني البالغ 192.2. لكن أشارت تقارير عام 2010 إلى أن الولاية تصدرت القائمة في الجرائم ضد المرأة بمعدل 46.5 لكل 100,000 نسمة، وهو أعلى بكثير من المعدل الوطني البالغ 18.

### الأعراق
شكل البنغاليون حوالي 70% من سكان تريبورة فيتعداد الهند 2001، في حين بلغت نسبة السكان الأصليين 30%. يوجد 19 مجموعة عرقية وعدة مجموعات فرعية قبيلة مجدولة بالولاية معترف بها في الدستور. كانت أكبر هذه القبائل في عام 2001 هي الطريبوريون الناطقون بلغة الكوكبوروكية والذين بلغ تعدادهم 543,848 نسمة أي 17.0% من سكان الولاية و54.7% من سكان "القبيلة المجدولة". ويليهم: الريانغ (16.6% من السكان الأصليين) والجاماتيا (7.5%) والشاكما (6.5%) والهالام (المعروفين أيضًا باسم كوكي القدامى) (4.8%) والموغ (3.1%) والموندا (1.2%) والكوكي (1.2%) والغارو (1.1%).

### اللغات
لغات تريبورة (2011)
اللغات الرسمية للدولة هي البنغالية (الأكثر انتشارًا) والإنجليزية وكوكبوروك (لغة شعب تريبوري). تُستخدم أيضًا لغات محلية أخرى مثل موغ وأوديا وبيشنوبريا مانيبوري وهالام (كوكي القديمة) وغارو وتشاكما التي تنتمي أما إلى العائلات اللغوية الهندية الأوروبية أو الصينية التبتية. تعتبر لغة ثادو لغة منقرضة تقريبًا فكان يتحدث بها أربعة أشخاص فقط في قرية واحدة في عام 2012.

### الدين
<div style="border:solid transparent;position:absolute;width:100px;line-height:0;
أديان تريبورة (2011)
تُعد الهندوسية هي الديانة الرئيسية في الولاية بنسبة 83.40% من السكان يليهم المسلمون 8.60% ثم المسيحيون 4.35% (أي 156,882 شخص) والبوذيون 3.41% في عام 2011. تتبع قبائل الكوكي المسيحية بشكل أساسي (مثل هالام ورانجلونج وهرانجخول ولوشاي ودارلونج وثادو وغيرهم).:135–6

### السكان الأصليون
| السنة | النسبة | التغير  |
| ----- | ------ | ------- |
| 1871  | 90.04% | —       |
| 1881  | 87.06% | -2.98%  |
| 1891  | 75.75% | -11.31% |
| 1901  | 74.68% | -1.07%  |
| 1911  | 64.34% | -10.34% |
| 1921  | 68.34% | +4%     |
| 1931  | 70.09% | +1.75%  |
| 1941  | 62.06% | –8.03%  |
| 1951  | 48.65% | -13.41% |
| 1961  | 31.55% | -17.1%  |
| 1971  | 28.95% | -2.6%   |
| 1981  | 28.44% | -0.51%  |
| 1991  | 30.95% | +2.51%  |
| 2001  | 31.05% | +0.1%   |
| 2011  | 31.78% | +0.73%  |

كانت تريبورة ولاية ذات أغلبية قبلية قبل استقلال الهند. كان السكان الأصليون في تريبورة يشكلون 62.06% من السكان في عام 1941 بينما شكل غيرهم، وخاصة البنغاليين، النسبة المتبقية. انخفضت نسبة السكان الأصليين من 62.06% في عام 1941 إلى 48.65% في عام 1951 وذلك بسبب هجرت اللاجئين البنغاليين الشرقيين من باكستان الشرقية. ارتفعت نسبة السكان الأصليين في تريبورة من 28.44% في عام 1981 إلى 31.05% في عام 2001. ذكر تعداد عام 2011 إلى أن السكان الأصليين يشكلون 31.78% من سكان الولاية وهي نسبة أعلى من النسبة المسجلة في تعداد عام 2001 والتي كانت 31.05%.
يحكم مجلس مقاطعة تريبورة القبلية ذاتية الحكم معظم الولاية وهي منطقة ذاتية الحكم في الجدول السادس من الدستور الهندي، ويُعرف الجزء الغربي من تريبورة بمنطقة الجناح العام التي يشكل فيها البنغاليون الأغلبية العظمى من السكان.
تبلغ المساحة الإجمالية لمنطقة المجلس حوالي 7,132.56 كم²، وهي تغطي تقريباً 68% من المساحة الكلية لتريبورة البالغة 10,491 كم²، وتتميز هذه المنطقة بكثافة سكانية منخفضة. يبلغ عدد سكان منطقة المجلس 1,216,465 نسمة منهم 1,021,560 من القبائل الأصلية ويشكلون 83.4% من سكان المنطقة.

### اللاجئين البنغاليين

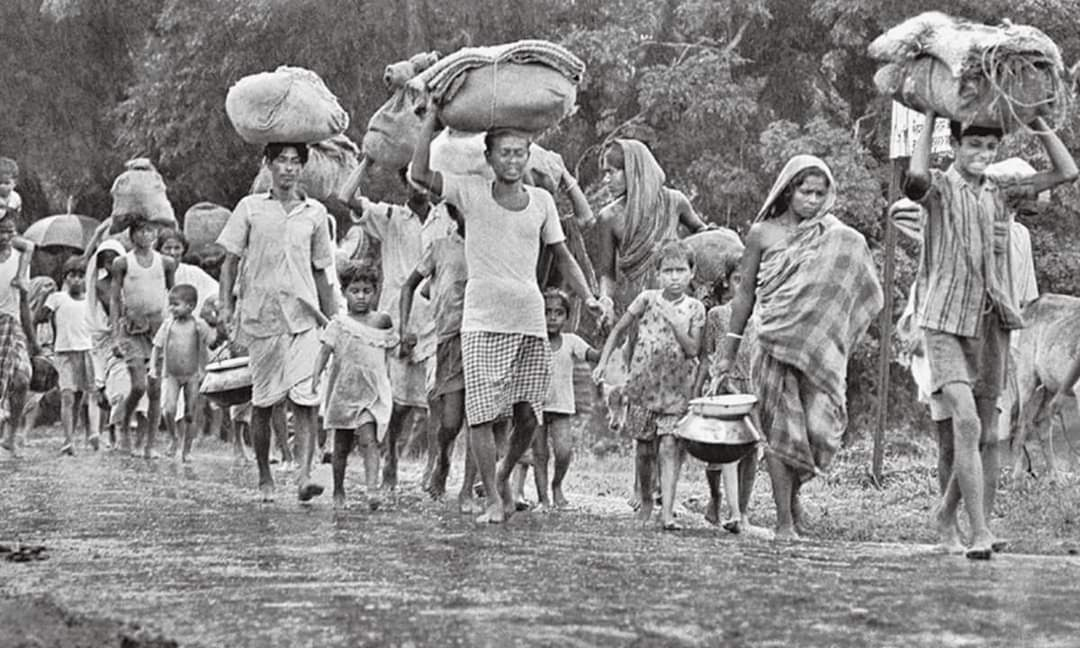
لاجئون من شرق البنغال يهاجرون إلى تريبورة وقت حرب الاستقلال البنغلاديشية.

هرب مئات الآلاف من اللاجئين البنغاليين من شرق البنغال إلى تريبورة الهندية وقت تقسيم الهند في عام 1947. وتشي التقديرات إلى أنه بين عامي 1947 و1951 هاجر حوالي 610,000 بنغالي - وهو عدد يقارب إجمالي سكان الولاية - إلى الولاية مما سبب بتغيير ديموغرافي كبير فيل هذه المرحلة الأولى. ثم حدثت موجة ثانية وقت حرب الاستقلال البنغلاديشية في عام 1971 والتي هاجر فيها حوالي 1.038 مليون بنغالي (غالبيتهم من الهندوس) إلى أجزاء مختلفة من تريبورة واستقر معظمهم فيها بشكل دائم. كانت تريبورة تؤوي حوالي 1.3 مليون لاجئ، وهو عدد يقارب عدد السكان الأصليين، حتى نهاية الحرب وأعيد تأهيل معظمهم واستقروا بشكل دائم في تريبورة وسبب كل ذلك تغيير التركيبة السكانية وتوزيع الموارد والاقتصاد والثقافة والنظام السياسي والمجتمع وكان سببًا للصراعات بين المهاجرين والسكان الأصليين.
| السنة                                    | الرقم               |
| ---------------------------------------- | ------------------- |
| 1946 (أعمال عنف نواخالي)                 | 3,327               |
| 1947 (تقسيم البنغال)                     | 8,124               |
| 1948                                     | 9,554               |
| 1949 (اضطرابات طائفية)                   | 11,575              |
| 1950 (serious communal riots)            | 67,151              |
| 1951                                     | 184,000             |
| 1952 (حركة اللغة البنغالية)              | 233,000             |
| 1953                                     | 80,000              |
| 1954                                     | 4,700               |
| 1955                                     | 17,500              |
| 1956                                     | 50,700              |
| 1957                                     | 57,700              |
| 1958                                     | 3,600               |
| 1964-65 (أحداث شغب شرق باكستان عام 1964) | 100,340             |
| 1965-66                                  | 13,073              |
| 1966-67                                  | 1,654               |
| 1967-68                                  | 12,229              |
| 1968-69                                  | 3,120               |
| 1969-70                                  | 4,334               |
| 1970-71 (حتى 24 مارس)                    | 5,774               |
| من (1946–71)                             | المجموع - (871,455) |

## الاقتصاد
| الناتج المحلي الإجمالي بالأسعار الثابتة (أساس 2004–05) الأرقام بالكرور روبية هندية |                        |
| السنة                                                                              | الناتج المحلي الإجمالي |
| 2004–05                                                                            | 8,904                  |
| 2005–06                                                                            | 9,482                  |
| 2006–07                                                                            | 10,202                 |
| 2007–08                                                                            | 10,988                 |
| 2008–09                                                                            | 11,596                 |
| 2009–10                                                                            | 12,248                 |
| 2010–11                                                                            | 12,947                 |

بلغ الناتج المحلي الإجمالي لولاية تريبورة 640 مليار روبية هندية (11 مليار دولار أمريكي) للعام المالي 2022-23 بالأسعار الثابتة لعام 2022-23، بمعدل نمو بنسبة 10.38٪ عن العام السابق. بينما نما الاقتصاد الهندية بنسبة 8.55٪ في نفس الفترة. بلغ متوسط دخل الفرد السنوي في الولاية 157752 روبية هندية (2٬600 دولار أمريكي) مقارنةً بالمتوسط الوطني البالغ 197280 روبية هندية (3٬300 دولار أمريكي). بالنسبة للقطاعات في عام 2009 فكان القطاع الخدمي هو الأكبر في اقتصاد الولاية فساهم بنسبة 53.98٪ من الناتج المحلي الإجمالي تبعه القطاع الأولي (الزراعة والحراجة والتعدين) بنسبة 23.07٪ ثم القطاع الثانوي (الصناعة) بنسبة 22.95٪. ذكر في التعداد الاقتصادي لعام 2005 أن الزراعة هي أكبر مستهلك للقوى العاملة يليها تجارة التجزئة بنسبة 28.21٪ تليها الصناعة التحويلية بنسبة 18.60٪ ثم الإدارة العامة بنسبة 14.54٪ والتعليم بنسبة 14.40٪.
يقوم اقتصاد تريبورة على الزراعة فيعتمد أكثر من نصف سكانها على الزراعة والأنشطة المتصلة بها. لكن 27٪ فقط من أراضي الولاية صالحة للزراعة، الأرز هو المحصول الرئيسي ويُزرع في 91٪ من الأراضي المزروعة. ذكرت مديرية الاقتصاد والإحصاء بحكومة تريبورة لعام 2009-10 أن البطاطس وقصب السكر والكركديه والبقول والجوت هي المحاصيل الرئيسية الأخرى بعد الأرز. يتصدر الجاكية والأناناس قائمة المنتجات البستانية اعتمد معظم السكان الأصليين على طريقة الزراعة بالقطع والحرق (الجوم)، ولكن عدد الأشخاص الذين يعتمدون على هذه الطريقة قد انخفض على مر السنين.:37–9
| نصيب الفرد من الدخل على أساس أسعار 2004-05 |         |
| السنة                                      | تريبورة |
| 2004–05                                    | 24,394  |
| 2005–06                                    | 26,668  |
| 2006–07                                    | 29,081  |
| 2007–08                                    | 31,111  |
| 2008–09                                    | 33,350  |
| 2010–11                                    | 33,493  |
| 2011-12                                    | 47,079  |
| 2012-13                                    | 52,434  |
| 2013-14                                    | 61,570  |
| 2014-15                                    | 69,474  |
| 2015-16                                    | 83,680  |
| 2016-17                                    | 90,827  |
| 2017-18                                    | 100,477 |
| 2018-19                                    | 113,102 |
| 2019-20                                    | 139,512 |
| 2020-21                                    | 147,501 |

شهد الاستزراع السمكي في الولاية تطورًا ملحوظًا. أنتجت الولاية فائضًا يقدر بـ104.3 مليون سمكة يافعة وبالأخص الكارب بحلول نهاية العام المالي 2009-2010. وقعت Tata Trusts اتفاقية مع حكومة تريبورة في يوليو 2015 لتعزيز صناعة الأسماك وإنتاج الألبان في الولاية. يعد المطاط والشاي المحاصيل النقدية الرئيسة بالولاية واحتلت تريبورة المركز الثاني بعد كيرلا في إنتاج المطاط الطبيعي على مستوى البلاد. تشتهر الولاية بصناعاتها اليدوية والمنحوتات الخشبية ومنتجات الخيزران. تزخر غابات تريبورة بأخشاب عالية الجودة مثل شورية قاسية ومجنحة الثمر وساج كبير.
ما زال القطاع الصناعي في الولاية في مراحله الأولية ويعتمد على صناعة الطوب والشاي. تمتلك تريبورة احتياطيات كبيرة من الغاز الطبيعي،:78–81 وذكرت تقديرات مؤسسة النفط والغاز الطبيعي أن احتياطيات الولاية تبلغ 400 مليار متر مكعب من الغاز الطبيعي منها 16 مليار متر مكعب قابلة للاستخراج. أنتجت مؤسسة النفط والغاز الطبيعي 480 مليون متر مكعب من الغاز الطبيعي في الولاية في عام 2006-2007. أعلنت مؤسسة النفط والغاز الطبيعي عن اكتشافات كبيرة جديدة للغاز الطبيعي في الأعوام 2011 و2013. تشهد صناعة السياحة في الولاية نموًا وتجاوزت الإيرادات المتحققة من قطاع السياحة 10 مليون روبية هندية (170٬000 دولار أمريكي) لأول مرة في 2009-2010 وتجاوزت 15 مليون روبية (180,000 دولار أمريكي) في 2010-2011. تفوق صادرات بنغلاديش إلى تريبورة بكثير الورادات القادمة منها هذا على العجز التجاري الذي تعاني منه بنغلاديش مع الهند بالإجمال. ذكرت صحيفة الهندوسية في تقرير لها أن بنغلاديش صدرت سلعًا بقيمة حوالي 3.5 مليار روبية هندية (58 مليون دولار أمريكي) إلى الولاية في عام 2012 مقابل "كمية صغيرة جدًا" من الواردات. تنتشر التجارة غير الرسمية وغير القانونية عبر الحدود. أكد على اعتماد اقتصاد تريبورة على اقتصاد بنغلاديش في ورقة بحثية نشرها معهد الاقتصادات النامية في عام 2004.:313
يعاني اقتصاد تريبورة من معدلات فقر مرتفعة ورأس المال المنخفض ونقص في البنية التحتية، كما يعاني من استغلال غير كافٍ للغابات والموارد المعدنية وتصنيع بطيء ومعدلات بطالة مرتفعة. أكثر من نصف السكان يعتمدون على الزراعة لكسب العيش، لكن مساهمة هذا القطاع في الإنتاج المحلي الإجمالي للولاية لا تتجاوز 23٪، بسبب قاعدة رأس المال المنخفضة. حققت الدولة تقدمًا في تحسين نوعية حياة الناس ودخلهم عبر جميع القطاعات على هذه القيود. وقدمت الحكومة دعمًا كبيرًا في استثمار رأس المال والنقل ومزايا في المشتريات الحكومية وإعفاءات في المناقصات والرسوم من خلال سياسة تريبورة الصناعية وخطة الحوافز الصناعية لعام 2012 لكن التأثير لم يكن كبيرًا باستثناء بعض الصناعات في مركز النمو الصناعي Bodhjungnagar.
تستخدم لجنة التخطيط نسبة العمالة في آسام لتقدير معدل الفقر في ولايات شمال شرق الهند. كان 22٪ من سكان الريف في تريبورة تحت خط الفقر بحسب تقييم اللجنة لعام 2001. أشار تقييم مستقل أجرته حكومة تريبورة إلى أن 55٪ من سكان الريف كانوا تحت خط الفقر في ذلك العام. قيدت العزلة الجغرافية وصعوبات الاتصالات ونقص البنية التحتية النمو الاقتصادي للدولة ولا يزال الفقر والبطالة مشكلتين سائدتين.

### الكهرباء
كانت ولاية تريبورة تعاني من نقص في الطاقة حتى أواخر عام 2014 حتى حققت الولاية فائضًا في الطاقة الكهربائية بعد استغلالها موارد الغاز الطبيعي المكتشفة حديثًا وإنشاء محطات توليد الطاقة التوربينية الغازية عالية الكفاءة. تمتلك الولاية العديد من محطات توليد الطاقة التي تديرها شركة كهرباء ولاية تريبورة (TSECL) منها محطات الطاقة الحرارية التي تعمل بالغاز الطبيعي في روخيا وبارامورا ومحطة شركة ONGC Tripura Power في بالاتانا التي تبلغ قدرتها 726.6 ميجاوات وقد بدأت المحطة الثانية العمل في نوفمبر 2014، وهي أكبر محطة طاقة في المنطقة الشمالية الشرقية.
كما توجد في الولاية محطة للطاقة الكهرومائية على نهر جومتي تتراوح قدرتها بين 100 و105 ميجاوات. تدير شركة الشمال الشرقي للطاقة الكهربائية محطة أجارتالا لتوليد الطاقة التوربينية الغازية بقدرة 84 ميجاوات بالقرب من أجارتالا. أصبحت تريبورة تمتلك القدرة الكافية لتزويد جميع الولايات السبع الشقيقة في شمال شرق الهند بالطاقة الجديدة، بالإضافة إلى إمكانية تصدير الطاقة إلى دول مجاورة مثل بنغلاديش.

### المياه والري
في 2011 كان هناك 255,241 هكتارًا (985 ميلًا مربعًا) من الأراضي صالحة للزراعة في تريبورة منها 108,646 هكتارًا (419 ميلًا مربعًا) تغطيها مشاريع الري، لكن المزروع فعليا 74,796 هكتارًا فقط (289 ميلًا مربعًا). تفتقر الولاية إلى مشاريع الري الكبيرة وتعتمد على المشاريع متوسطة الحجم التي تستمد المياه من أنهار غومتي وخواي (في شاكماغات) ومانو والمشاريع الصغيرة التي تديرها الهيئات القروية باستخدام الآبار الأنبوبية ومضخات المياه والخزانات والري بالرفع.
يُدير قسم مياه الشرب والصرف الصحي التابع لإدارة الأشغال العامة إمدادات مياه الشرب في الولاية، وقد ركزت الجهود على المدارس ومراكز أنغانوادي لتحسين إمدادات المياه وزيادة الحضور. تواجه مناطق عديدة في تريبورة مشكلة ارتفاع مستويات الحديد في المياه الجوفية مما يستدعي إنشاء محطات لإزالة الحديد. حصلت ولاية تريبورة على جائزة الدولة لأفضل ولاية في مجال المياه والصرف الصحي ضمن فئة الولاية الصغيرة في حفل جوائز IBN7 الماسية تقديرًا لجهودها المميزة في توفير مياه الشرب للقبلين في القرى الجبلية الصغيرة. لكن كشفت دراسة أجرتها إدارة DWS عن استنزاف لمستويات المياه الجوفية وتلوث مفرط.

## النقل

### الطيران

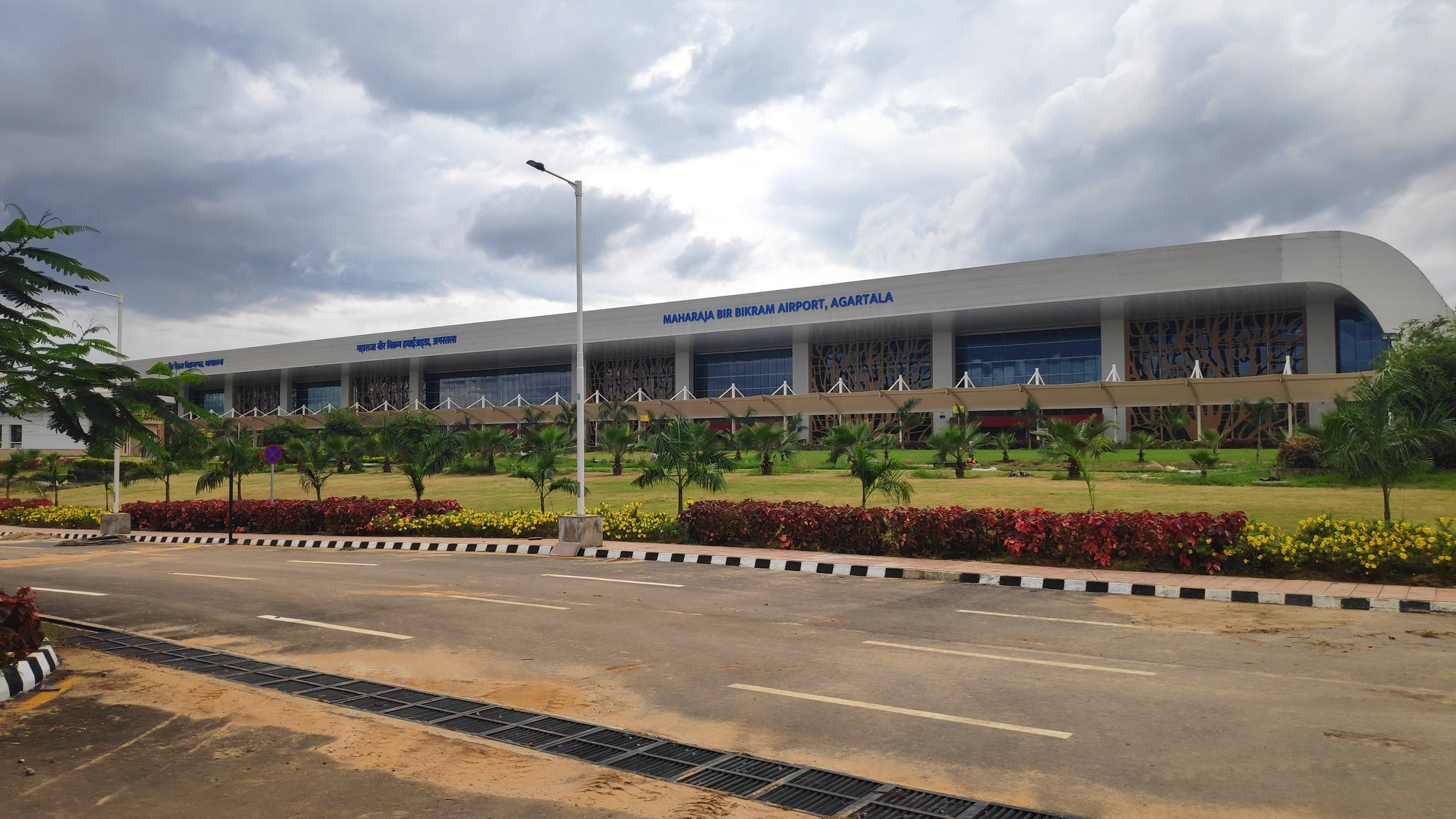
مطار مهراجا بير بيكرام

يقع مطار مهراجا بير بيكرام على بُعد 12 كيلومترًا شمال غرب أجارتالا في سينجربهيل. يوفر المطار رحلات مباشرة إلى كلكتا وإمفال ودلهي وشيلونغ وغواهاتي وبنغالور وديبروجاره وأيزول وأحمد آباد وبنغالور وجاتجام. الشركات الرئيسية للطيران تشمل flybig وطيران الهند وAkasa Air وسبايس جيت وخطوط إنديقو. تتوفر أيضًا خدمات الطائرات الهليكوبتر لنقل الركاب بين العاصمة والمدن الرئيسية مثل كايلاشاهر ودارماناغار والمناطق النائية ككانشانبور وبيلونيا وغانداشيرا.

### السكك الحديدية

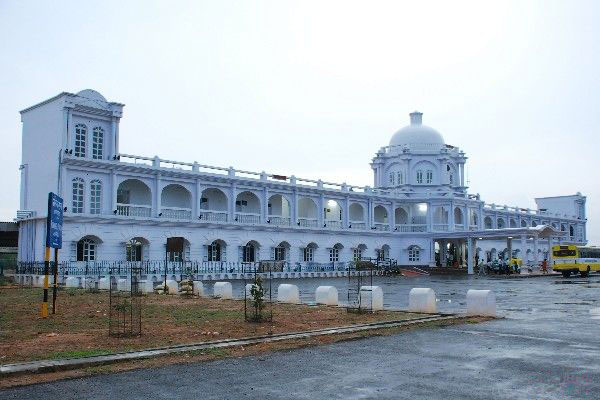
محطة سكة حديد أجارتالا

رُبطت أغارتالا بشبكة السكك الحديدية الهندية عندما ظهرت السكك الحديدية في شبه القارة الهندية في عام 1853 ولكن الرابط انقطع عند تقسيم الهند في عام 1947. أنشئت خدمات السكك الحديدية في تريبورة ببناء مسار قياس متري بعرض 1000 ملم (3 قدم و33⁄8 بوصة) من لومدين في آسام إلى دارماناغار وكايلاساهار في تريبورة في عام 1964 ولكن هذا المسار لم يمتد إلى أغارتالا. وظل النقل بالسكك الحديدية غير متوفر في الولاية حتى عام 2008-09 عندما مد المسار إلى العاصمة أغارتالا أخيرًا.

### الطرق

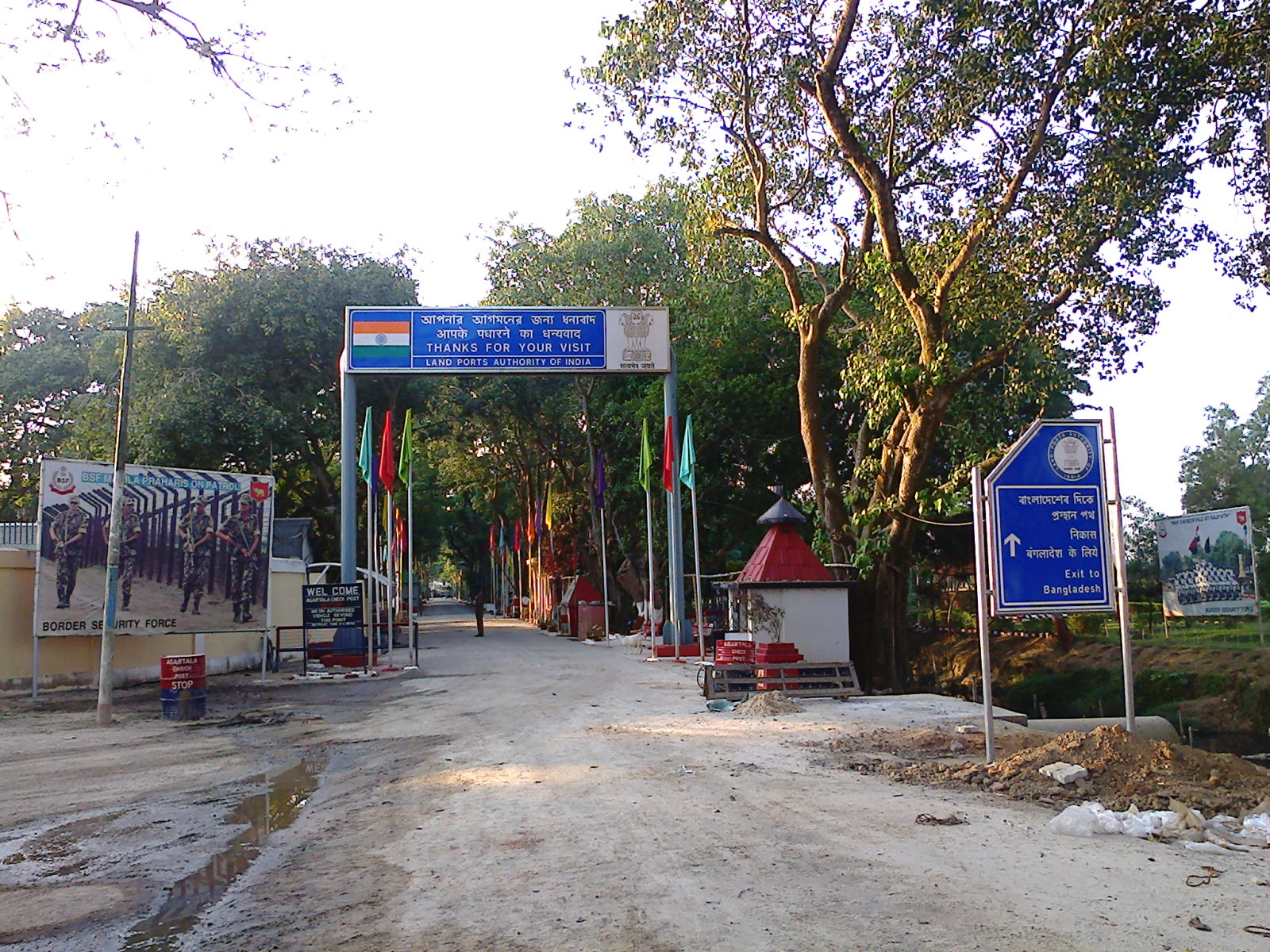
المركز الحدودي بين بنغلاديش والهند في أكورا

الطريق السريع الوطني 8 (NH-8) هو الطريق الرئيسي الوحيد الذي يصل تريبورة ببقية الهند. يبدأ من سابروم جنوب تريبورة ثم يتجه شمالًا نحو العاصمة أجارتالا ثم يتجه نحو الشرق والشمال الشرقي ليدخل ولاية آسام. يُعرف الطريق محليًا بـ"طريق آسام" ويُعتبر شريان حياة تريبورة. لكنه من حارة واحدة وهو رديئ، وغالبًا ما تؤدي الانهيارات الأرضية والأمطار إلى عزل الولاية عن بقية الهند.:73:8 ويوجد طريق سريع وطني آخر هو NH 108 الذي يصل بلدة بانيساجار شمال تريبورة بأيزاول في ميزورام. تدير شركة تريبورة للنقل البري وسائل النقل العام على هذه الطرق. كون تريبورة ولاية جبلية وغير ساحلية فتعتمد بشكل أساسي على الطرق للنقل ويبلغ الطول الإجمالي للطرق في الولاية 16,931 كم، منها 88 كم من الطرق السريعة الوطنية و689 كم من الطرق السريعة الولائية (إحصائيات عام 2009-10). يستخدم السكان المناطق الريفية الممرات المائية بكثرة كوسيلة للنقل.
تبلغ طول حدودً تريبورة الدولية 856 كيلومترًا (532 ميلاً) مع بنغلاديش وقد سيج 777.4 كيلومترًا (483.1 ميلاً) منها حتى عام 2012. توجد عدة نقاط تجارية بين البلدين على هذه الحدود مثل أكورا قرب أغارتالا وراغنا، وسريمانتبور وبيلونيا وخواي وكايلاساهار. توجد حافلات تسافر بين أغارتالا ودكا عاصمة بنغلاديش. وقع البلدان في عام 2013 اتفاقية لبناء خط سكة حديد يبلغ طوله 15 كيلومترًا (9.3 ميلاً) بين أجارتالا ومعبر أخورا أوبازيلا في بنغلاديش. يتطلب من مواطني البلدين الحصول على تأشيرة للدخول إلى البلد الآخر بشكل قانوني؛ لكن التهريب عبر الحدود شائع جدا.:314

## الرعاية الصحية
| المؤشرات الصحية في 2010 |         |       |
| المؤشر                  | تريبورة | الهند |
| معدل المواليد           | 14.9    | 22.1  |
| Death rate              | 5.0     | 7.2   |
| Infant mortality rate   | 27      | 47    |
| معدل الخصوبة الكلي      | 2.2     | 2.7   |
| Natural growth rate     | 9.9     | 14.9  |

تتمتع تريبورة بنظام رعاية صحية شامل تديره وزارة الصحة ورعاية الأسرة التابعة للحكومة. تُقسم البنية التحتية للرعاية الصحية إلى ثلاثة مستويات: شبكة الرعاية الصحية الأولية ونظام الرعاية الثانوية الذي يشمل مستشفيات المقاطعات والأقسام الفرعية والمستشفيات الثالثية التي توفر رعاية متخصصة وفائقة التخصص. كان هناك 17 مستشفى و11 مستشفى ريفي ومركز صحي مجتمعي و79 مركزًا للرعاية الصحية الأولية و635 مركزًا فرعيًا/مستوصفًا و7 بنوك دم و7 مراكز لتخزين الدم في الولاية في عام 2010-11. الطب المثلي والأيورفيدا يحظيان بشعبية في الولاية. أظهر المسح الوطني لصحة الأسرة - 3 لعام 2005-06 أن 20٪ من سكان تريبورة لا يستخدمون المرافق الصحية الحكومية ويفضلون القطاع الطبي الخاص وهو أقل بكثير من المستوى الوطني البالغ 65.6٪. يعزو سكان تريبورة رداءة جودة الرعاية كأكثر الأسباب شيوعًا لعدم الاعتماد على القطاع الصحي العام مثل باقي الهند إلى جانب بُعد المرافق وطول وقت الانتظار وساعات العمل غير المناسبة. كانت مؤشرات الرعاية الصحية العامة الرئيسية في الولاية مثل معدل المواليد ومعدل وفيات الرضع ومعدل الخصوبة الكلي، أفضل من المتوسط الوطني في عام 2010. تواجه الولاية تحديات مثل أوبئة الملاريا والإسهال والتهاب الدماغ الياباني والتهاب السحايا، شهدت الولاية تفشيًا كبيرًا للملاريا في صيف 2014.

## الإعلام
تمتلك محطة تلفزيون دوردارشان (DD) محطة تلفزيونية في أغارتالا. ومن القنوات الأخرى المتاحة هناك Headlines Tripura وNews Vanguard وPB 24 وPrime Television Network Chini Khorang وSwrangchati News.
كانت تصدر 56 صحيفة يومية وأسبوعية في تريبورة في عام 2014، معظمها باللغة البنغالية باستثناء صحيفة هاشوكني كوك الكوكبوروكية اليومية وصحيفة ماروب الأسبوعية باللغة المانيبورية وصحيفتين يوميتين باللغة الإنجليزية وثلاث صحف أسبوعية ثنائية اللغة. من أشهر الصحف اليومية البارزة أجكال تريبورة وديلي ديشر كاتا وداينيك سامباد وسياندان باتريكا. في دراسة أجرها المعهد الهندي للاتصال الجماهيري عام 2009 وجد أن 93٪ من الأشخاص في تريبورة يعتبرون التلفزيون فعالاً جداً في تقديم المعلومات والتعليم الجماهيري، وأشارت الدراسة إلى أن 67٪ من الأشخاص استمعوا إلى الراديو وبين 80-90٪ قرأوا الصحف. الشركات الكبرى للاتصالات الهندية مثل بهارتي إيرتيل وVi وJio وبهارات سانشار نيجام المحدودة. متواجدة في الولاية. كان لدى بهارات سانشار نيجام المحدودة الشركة المملوكة للدولة، 57,897 مشترك في الخطوط الأرضية و325,279 مشترك في خدمة الهاتف المحمول في عام 2011. وكان هناك 84 مركزاً للهاتف (للخطوط الأرضية) و716 مكتب بريد في الولاية حتى عام 2011.

## التعليم

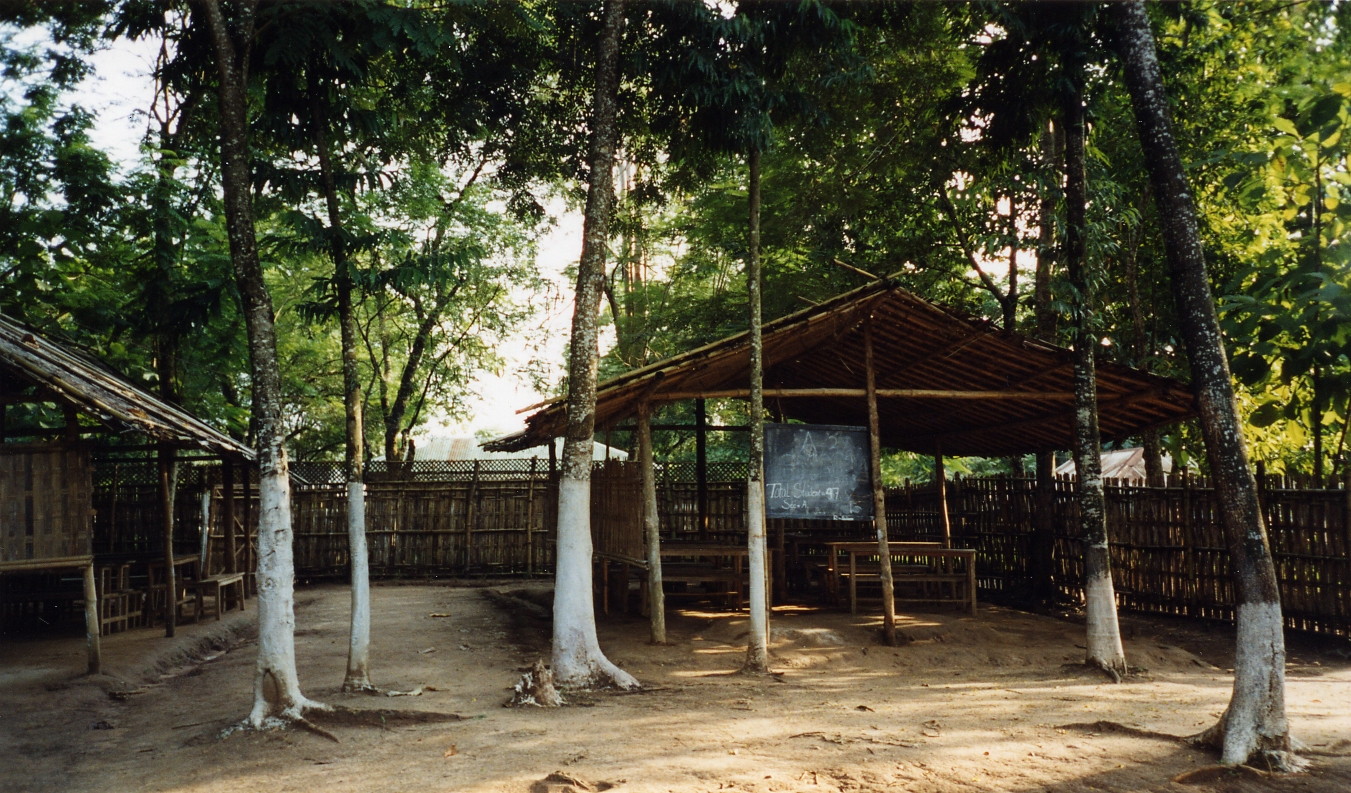
فصل دراسي مبني من الخيزران.

بلغ معدل معرفة القراءة والكتابة في تريبورة 87.75٪ في تعداد 2011 وهو رابع أعلى معدل في الهند وهو أعلى المعدل الوطني 74.04٪. أعلنت دراسة أجرتها حكومة الولاية في عام 2013 أن تريبورة حققت أعلى معدل معرفة القراءة والكتابة في الهند بنسبة 94.65٪. تدير حكومة الولاية أو الحكومة المركزية أو الهيئات الخاصة مدارس الولاية وحتى المؤسسات الدينية. تسخدم المدارس اللغة البنغالية أو الإنجليزية اللغات الرئيسة للتعليم الإضافة إلى الكوكبوروكية ولغات إقليمية أخرى أيضًا. من المدارس الخاصة بالولاية جواهر نافودايا فيديالايا وكاستوربا غاندي باليكا فيديالايا والمدارس الداخلية التي تديرها جمعية المؤسسات التعليمية السكنية للرعاية القبلية في تريبورة ومدراس المنظمات التبشيرية مثل سانت بول وسانت أرنولد والصليب المقدس ودون بوسكو وسانت جون. تتبع المدارس لمجلس امتحانات شهادة المدرسة الهندية والمجلس المركزي للتعليم الثانوي والمعهد الوطني للتعليم المفتوح أو مجلس تريبورة للتعليم الثانوي. يلتحق الطلاب بعد المدرسة الثانوية بكلية إعدادية أو مدرسة ثانوية عليا لمدة عامين تابعة لمجلس تريبورة للتعليم الثانوي أو المجالس المركزية الأخرى بموجب نظام التعليم 10+2+3، ويختارون من بين الفنون الحرة أو التجارة أو العلوم مثل بقية الهند.
يوجد في تريبورة إجمالي 4,455 مدرسة منها 2,298 مدرسة ابتدائية في المراجعة الاقتصادية لتريبورة لعام 2010-11. يبلغ العدد الإجمالي للمسجلين في جميع مدارس الولاية 767,672 طالب وطالبة. تحتوي تريبورة على جامعة مركزية واحدة (جامعة تريبورة) وجامعة حكومية واحدة (جامعة البكالوريوس في الطب والجراحة) وجامعة خاصة واحدة (فرع من معهد المحللين الماليين المعتمدين في الهند). بالإضافة إلى 15 كلية عامة وثلاث كليات هندسية (معهد تريبورة للتكنولوجيا والمعهد الوطني للتكنولوجيا في أجارتالا وNIEILT في أجارتالا) وكليتان طبيتان (كلية أجارتالا الطبية الحكومية وكلية تريبورة الطبية) وثلاث كليات للتمريض أو العلوم الشبه طبية وثلاث كليات للفنون التطبيقية وكلية قانونية واحدة وكلية موسيقى حكومية واحدة وكلية للثروة السمكية ومعهد للدراسات المتقدمة في التربية وكلية إقليمية للتربية البدنية في بانيساغار وكلية فنون واحدة.

## الثقافة

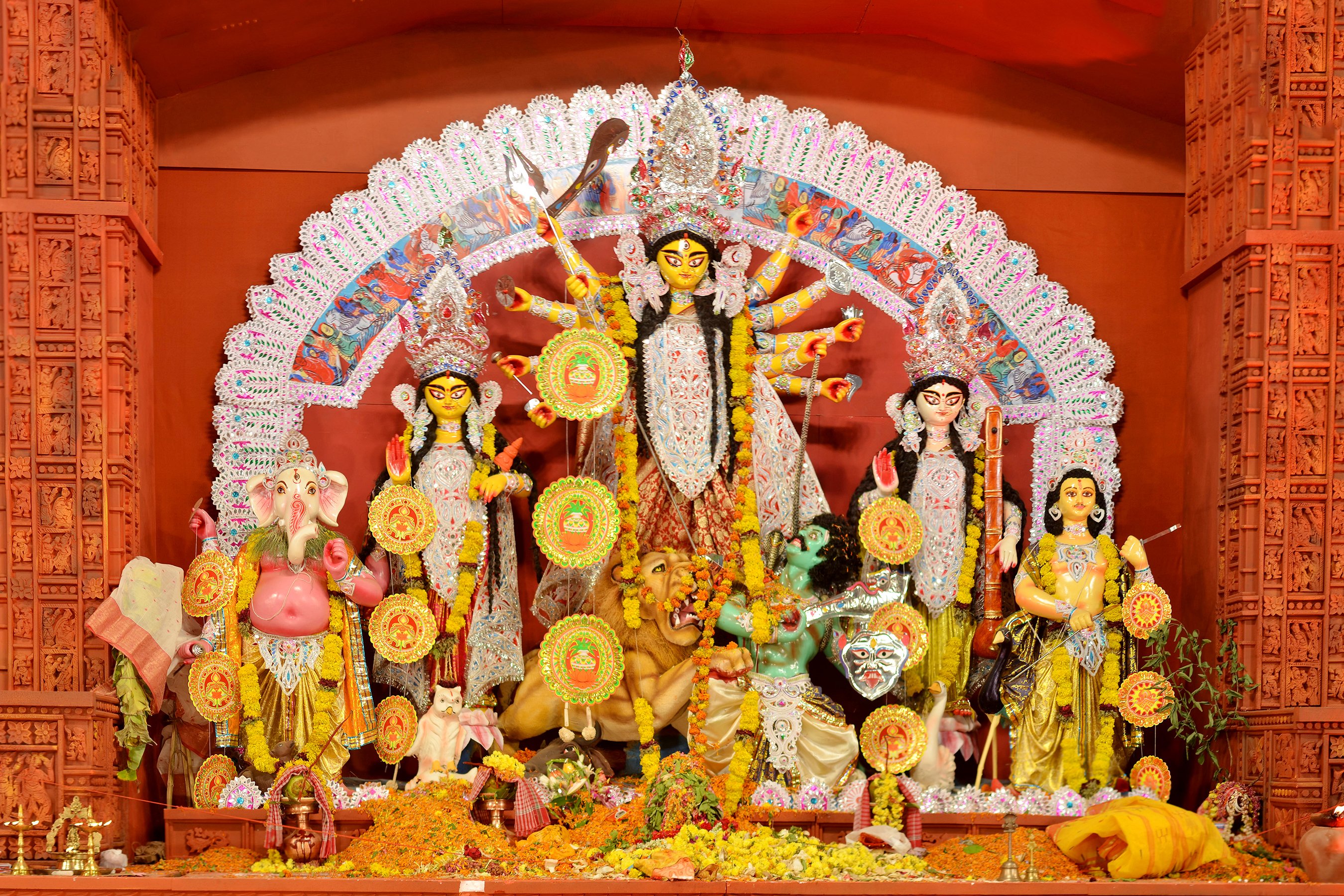
دورغا بوجا هو المهرجان الرئيسي في تريبورة

أسهمت التنوعات العرقية واللغوية في تريبورة في تشكيل ثقافة متنوعة. العشائر التريبورية الرئيسة هي: تريبورة وديبارما وجاماتيا ورينج ونواتيا وموراسينج. كما توجد شعوب مثل شاكما وهالام (الكوكي القدام) وغارو وكوكي وميزو وأوتشوي وداماي وروازا وماج وموندا وأوراون والسانتال الذين انتقلوا إلى تريبورة للعمل في مزارع الشاي. يشكل البنغاليون أكبر مجموعة عرقية لغوية في الولاية. كان ملوك تريبوري داعمين كبار للثقافة البنغالية خصوصًا في مجال الأدب، فاستخدم اللغة البنغالية بدلا من الكوكبوروكية في المحاكم. تظهر عناصر الثقافة البنغالية مثل الأدب والموسيقى والمطبخ البنغالي بقوة في المناطق الحضرية للولاية.:110
تشتهر تريبورة بصناعاتها اليدوية المصنوعة من الخيزران والقصب. يُستخدم الخيزران والخشب والقصب في صنع مجموعة متنوعة من الأثاث والأدوات والمراوح اليدوية والأعمال الفنية والحصائر والسلال والتماثيل ومواد الزينة الداخلية.:39–41 الموسيقى والرقص هما جزء أساسي من ثقافة الولاية فمن الآلات الموسيقية المحلية الساريندا والتشونغبرينغ (وهما آلتان وتريتان) والسوموي (نوع من الفلوت).:344–5 لكل قبيلة أصلية مجموعتها الخاصة من الأغاني والرقصات التي تُؤدى في المناسبات كالأعراس والاحتفالات الدينية وغيرها. يؤدي شعب تريبوري وجاماتيا رقصة الغوريا أثناء مهرجان الغوريا بوجا. ومن أشكال الرقص الأخرى في تريبوري رقصة الجهوم (المعروفة أيضًا برقصة التانغبيتي) ورقصة الليبانغ ورقصة الماميتا ورقصة الموساك سولماني. يؤدي شعب الشاكما رقصة البيزهو في مهرجان البيزهو (اليوم الأخير من شهر تشيترا في التقويم الهندوسي). ومن الرقاصات الأخرى رقصة الوانغالا لشعب الغارو ورقصة الهاي هاك لفرع الهالام من شعب الكوكي ورقصة السانغراي ورقصة الأووا للموغ. بالإضافة إلى هذه الموسيقى التقليدية، تؤدي أيضا عناصر الموسيقى الهندية الشائعة مثل الموسيقى والرقص الكلاسيكي الهندي ورابيندرا سانجيت. كان ساشين بورمان أحد أفراد العائلة المالكة مايسترو في الموسيقى السينمائية الهندية.
يعتقد الهندوس أن تريبورة سونداري هي الإلهة الراعية لتريبورة وأحد جوانب شاكتي.:30 تعد دورغا بوجا وكالي بوجا ودولياترا وأشوكاستامي وعبادة آلهة تشاتورداشا من المهرجانات الرئيسية في الولاية. تمثل بعض هذه المهرجانات تلاقي التقاليد الإقليمية المتنوعة مثل جانجا بوجا وجاريا بوجا وخارشي بوجا وكير بوجا وأوناكوتي وبيلاك وديفتامورا. يعد قصر نيرمحل القصر الثقافي للولاية مثالاً على البوذية والبراهمانية التي انتشلات في الولاية استمرت لعدة قرون، ويُظهر اندماجاً فنياً نادراً بين الأديان والتأثيرات القبلية.

## الرياضة
كرة القدم والكريكيت هما الرياضتان الأكثر شعبية في الولاية. تستضيف عاصمة الولاية أجارتالا بطولات كرة القدم السنوية التي تتنافس الأندية المحلية. يشارك فريق تريبورة للكريكيت في كأس رانجي وهي مسابقة الكريكيت الهندية المحلية. الولاية تشارك بانتظام في الألعاب الوطنية الهندية والألعاب الشمالية الشرقية.
لاعب التنس سومديف ديففارمان، الفائز بالميدالية الذهبية في منافسات فردي الرجال بدورة الألعاب الآسيوية 2010، ترجع عائلته إلى تريبورة. وهو أول هندي يحقق ميدالية ذهبية في منافسات التنس الفردي للرجال في الألعاب الآسيوية.
أصبحت ديبا كارماكار من أجارتالا في عام 2016 أول لاعبة جمباز هندية تتأهل للأولمبياد بتأهلها لمنافسات الجمباز الفني للسيدات في الألعاب الأولمبية الصيفية. ومن بين اللاعبين البارزين الآخرين في الجمباز من تريبورة نجد مانتو ديبناث وكالبانا ديبناث وبيشويشوار ناندي.

## للاستزادة
- Mandal، J. D. (2003). "The Agony of Tripura". مؤرشف من الأصل في 2024-12-10.
- Gan-Chaudhuri، Jagadis (1 يناير 1985). An anthology of Tripura. Inter-India Publications. OCLC:568730389.
- Roychoudhury، Nalini Ranjan (1977). Tripura through the ages: a short history of Tripura from the earliest times to 1947 A.D. Bureau of Research & Publications on Tripura. OCLC:4497205.
- Bhattacharjee، Pravas Ranjan (1993). Economic transition in Tripura. Vikas Pub. House. ISBN:978-0-7069-7171-2.
- Palit، Projit Kumar (1 يناير 2004). History of religion in Tripura. Kaveri Books. ISBN:978-81-7479-064-4.
- DebBarma، Chandramani (2006). Glory of Tripura civilisation: history of Tripura with Kok Borok names of the kings. Parul Prakashani. OCLC:68193115.
- Jain، Sandhya (2010). Evangelical intrusions: Tripura, a case study. New Delhi: Rupa & Co.

## روابط خارجية
حكومية
- Tripura Government
- Tripura Tourism
- Public Service Commission نسخة محفوظة 7 May 2021 على موقع واي باك مشين.
- Election Department

معلومات عامة
- تريبورة على مشروع الدليل المفتوح
- معلومات جغرافية متعلقة بتريبورة على خريطة الشارع المفتوح